# Ectropis elaphrodes
Ectropis elaphrodes là một loài bướm đêm trong họ Geometridae.